# أوين كونينغهام
أوين كونينغهام (بالإنجليزية: Owen Cunningham)‏ هو لاعب دوري الرغبي أسترالي، ولد في 23 يناير 1967.